# Пампури, Юмер
Юмер Пампури (алб. Ymer Pampuri; 30 апреля 1944, Тирана, Албания — 18 января 2017, там же) — албанский тяжелоатлет. На летних Олимпийских играх 1972 года он стал первым албанцем, побившим Олимпийский рекорд, первым албанцем, ставшим чемпионом мира и последним чемпионом мира в жиме над головой, поскольку после 1972 года эта дисциплина была исключена из программы международных соревнований.

## Биография
В семилетнем возрасте дебютировал как акробат в Тиранском цирке. Затем решил заняться тяжёлой атлетикой. Его талант спортсмена разглядел тренер Телат Аголи и юнай спортсмен начал выступать за тиранское спортивное общество «17 Nentori». С 1964 по 1974 год ежегодно выигрывал чемпионат страны.
В 1972 году делегировали от Албании на чемпионат Европы в Констанце. В жиме он поднял 125 кг, ровно столько, как и польский атлет Хенрик Трембицкий, но уступил поляку по собственному весу. В том же году он принял участие в летних Олимпийских играх. В 1972 году, когда он и его тренер Зюди Мазреку заявили перед отъездом, что они собираются получить медаль на мюнхенской Олимпиаде, многие из албанских спортивных руководителей восприняли это как шутку. В возрасте 27 лет тяжелоатлет побил олимпийский рекорд, установленный Ёсинобу Миякэ в жиме, подняв 127,5 кг. Этот результат позволил албанцу стать чемпионом мира в этой дисциплине (соревнования были совмещены с олимпийскими выступлениями). По сумме троеборья он занял 9-е место.
За свои достижения он получил звание «Mjeshter i Madh i Punes». В 1981 году он завершил спортивную карьеру. Вернулся к выступлениям в цирке, вышел на пенсию в 1994 году. В 2006 году  вернулся в тяжёлую атлетику, чтобы вместе с другими спортсменами-ветеранами принять участие в чемпионате во Франции.